# 黄毛山莓草
黄毛山莓草（学名：Sibbaldia sikkimensis）为蔷薇科山莓草属的植物。分布于缅甸北部、锡金以及中国大陆的云南等地，生长于海拔3,500米至4,100米的地区，见于高山草地。